# آرلینگتون شمالی (نیوجرسی)
آرلینگتون شمالی (به انگلیسی: North Arlington) شهری در ایالت نیوجرسی کشور ایالات متحده آمریکا است که جمعیت آن در سرشماری سال ۲۰۱۰ میلادی، ۱۵٬۳۹۲ نفر بوده‌است.